# Sambor Dudziński
Sambor Dudziński (ur. 3 czerwca 1974 w Zamościu) – polski aktor teatralny, wokalista i kompozytor, multiinstrumentalista. Z zawodu aktor-lalkarz. Syn Pawła Dudzińskiego. Współpracuje z Teatrem Muzycznym „Capitol” we Wrocławiu. Obecnie realizuje własne projekty na scenach teatralnych i muzycznych.

## Widowiska i koncerty
- Honor jest wasz Solidarni – 25. rocznica podpisania porozumień sierpniowych
- Kombinat – spektakl poświęcony twórczości Grzegorza Ciechowskiego na Przeglądzie Piosenki Aktorskiej
- Kaj i Gerda – Teatr Muzyczny Capitol
- Opera za trzy grosze – Teatr Muzyczny Capitol
- West Side Story – Teatr Muzyczny Capitol
- Scat, czyli od pucybuta do milionera – Teatr Muzyczny Capitol
- Era Wodnika
- I Zamojski Festiwal im. Marka Grechuty – Rynek Wielki w Zamościu 8 września 2007

## Dyskografia
- OFF – Życie bez dotacji - płyta Jarosława Pijarowskiego (2015 Brain Active Records 006)

## Nagrody[1]
- 1999 – XX Przegląd Piosenki Aktorskiej – III nagroda w konkursie interpretacji piosenki oraz nagroda dla kompozytora za najlepszą piosenkę premierową „Śnicość”
- 2000 – I Ogólnopolski Festiwal Sztuki Estradowej – II nagroda w kategorii piosenki
- 2000 - Wrocław - nagroda estrady dolnośląskiej „Polest” z okazji Międzynarodowego Dnia Teatru
- 2000 – Festiwal Polskiej Piosenki – nagroda dziennikarzy i wyróżnienie w konkursie debiutów
- 2001 – II Ogólnopolski Festiwal Sztuki Estradowej – Grand Prix im. Ludwika Sempolińskiego za wybitną osobowość artystyczną
- 2005 – Wrocław – „Złota Iglica” dla aktorów śpiewających (razem z Konradem Imielą i Cezarym Studniakiem) – nagroda zespołowa dla grupy Formacja Chłopięca Legitymacje
- 2010 - Warszawa - V Międzynarodowy Festiwal Teatru Lalek i Animacji Filmowych dla Dorosłych „Lalka też Człowiek” - Dyplom Honorowy Polskiego Ośrodka Lalkarskiego POLUNIMA i wyróżnienie Jury za muzykę do spektaklu Agaty Kucińskiej „Żywoty Świętych Osiedlowych"
- 2011 - Łomża - XXIV Międzynarodowy Festiwal Teatralny Walizka - nagroda za muzykę do spektaklu „Żywoty świętych osiedlowych” z Teatrem Ad Spectatores we Wrocławiu
- 2011 - Wrocław - Ogólnopolski Konkurs na Wystawienie Polskiej Sztuki Współczesnej - wyróżnienie za skomponowanie i wykonanie muzyki do spektaklu „Żywoty świętych osiedlowych” Teatru Ad Spectatores we Wrocławiu
- 2011 - Opole - 25. Ogólnopolski Festiwal Teatrów Lalek - nagroda za muzykę i jej wykonanie w przedstawieniu „Żywoty świętych osiedlowych”
- 2013 - Opole - 26. Ogólnopolski Festiwal Teatrów Lalek - nagroda za opracowanie muzyczne sztuki „Morrison/Śmiercisyn”
- 2013 - Bydgoszcz - 12. Festiwal Prapremier - nagroda za najlepszą rolę męską - za rolę Jima Morrisona w spektaklu „Morrison/Śmiercisyn”
- 2014 - Opole - Złota Maska za najlepszą rolę męską - za rolę Jima Morrisona w spektaklu „Morrison/Śmiercisyn” w Opolskim Teatrze Lalki i Aktora im. Smolki
- 2014 - Wrocław - Przegląd Piosenki Aktorskiej - Nagroda Kapituły im. Aleksandra Bardiniego „za całokształt dorobku artystycznego, aktorskiego, wokalnego i kompozytorskiego, w szczególności za jakość i znaczenie spektakalu „Król Dawid - Live!"
- 2015 - Opole - Złota Maska za muzykę do przedstawienia „Waiting for the rain” w Opolskim Teatrze Lalki i Aktora